# Helmut Dietrich (Architekt)
Helmut Dietrich (* 1957 in Mellau, Vorarlberg) ist ein österreichischer Architekt. Er ist Mitbegründer des international tätigen Büros Dietrich Untertrifaller Architekten und seit 2024 geschäftsführender Partner bei Dietrich Kruck Architekten ZT GmbH in Lochau (Vorarlberg).
Er gilt als einer der bedeutendsten Vertreter des modernen Vorarlberger Holzbaus und der Neuen Vorarlberger Bauschule.

## Leben und Ausbildung
Helmut Dietrich maturierte 1976 am Realgymnasium Dornbirn/Schoren. Anschließend studierte er Architektur an der Technischen Universität Wien bei Ernst Hiesmayr. Während des Studiums arbeitete er wiederholt im Studio von Paolo Piva in Biella (Italien) sowie im Atelier Piva in Venedig. Nach seinem Diplom 1985 machte er sich als Architekt selbstständig und entwarf Möbel, die mehrfach ausgezeichnet wurden.

## Karriere
1986 gründete Dietrich gemeinsam mit Hermann Kaufmann und Christian Lenz eine Bürogemeinschaft in Vorarlberg. Bekanntheit erlangte Dietrich durch das Wohnhaus Preuss in Schnepfau (1989).
1994 gründete Helmut Dietrich zusammen mit Much Untertrifaller das Büro Dietrich Untertrifaller Architekten, das sich zu einem international tätigen Architekturbüro mit Standorten in Bregenz, Wien, St. Gallen, Paris und München entwickelte. Der Schwerpunkt der Arbeit lag auf innovativem Holzbau, nachhaltiger Architektur und sensibler Einbindung in den regionalen Kontext.
Im November 2023 schied Dietrich aus dem Büro Dietrich Untertrifaller Architekten aus und gründete im darauffolgenden Jahr mit dem Architekten Felix Kruck das Büro Dietrich Kruck Architekten ZT GmbH mit Sitz in Lochau am Bodensee in der Villa Mauthe.
Seit 2011 leitet Helmut Dietrich den Universitätslehrgang „überholz“ an der Kunstuniversität Linz – ein interdisziplinäres, berufsbegleitendes Masterprogramm für integrale Holzbaukultur. Er war zudem als Lehrbeauftragter für Design-Workshops an der Fachhochschule Kärnten in Spittal sowie in Udine tätig und übernahm im Jahr 2018 eine Gastprofessur an der École Nationale Supérieure d’Architecture (ENSA) Paris-Val de Seine. Darüber hinaus ist er Mitglied mehrerer kommunaler Gestaltungsbeiräte, derzeit in Lustenau, Mellau, Widnau und der Stadt Regensburg, sowie im Landesgestaltungsbeirat von Vorarlberg.

## Projekte (Auswahl)
- Festspielhaus Bregenz (1996–2006, Österreich): Mehrphasige Erweiterung und Sanierung des Festspielhauses.[10]
- Angelika-Kauffmann-Museum, Schwarzenberg (2006–2007, Österreich): Umbau eines denkmalgeschützten Wälderhauses zu einem modernen Museum.[11]
- D. Haus, Bregenz (Österreich): Panorama-Wohnhaus[12]
- R. Haus, Albstadt (Deutschland): Wohnhaus mit Stahl-Holz-Konstruktion, giebelhoher Verglasung und offener Galerie.[13]
- Hotel Tannahof, Au (Österreich): Sanierung und Erweiterung eines alten Wälderhauses zu einem Boutiquehotel.[14]
- D. Haus, Dornbirn (Österreich): Auskragendes Wohnhaus in Holzbauweise.[15]